# حسین بحرالعلومی شاپورآبادی

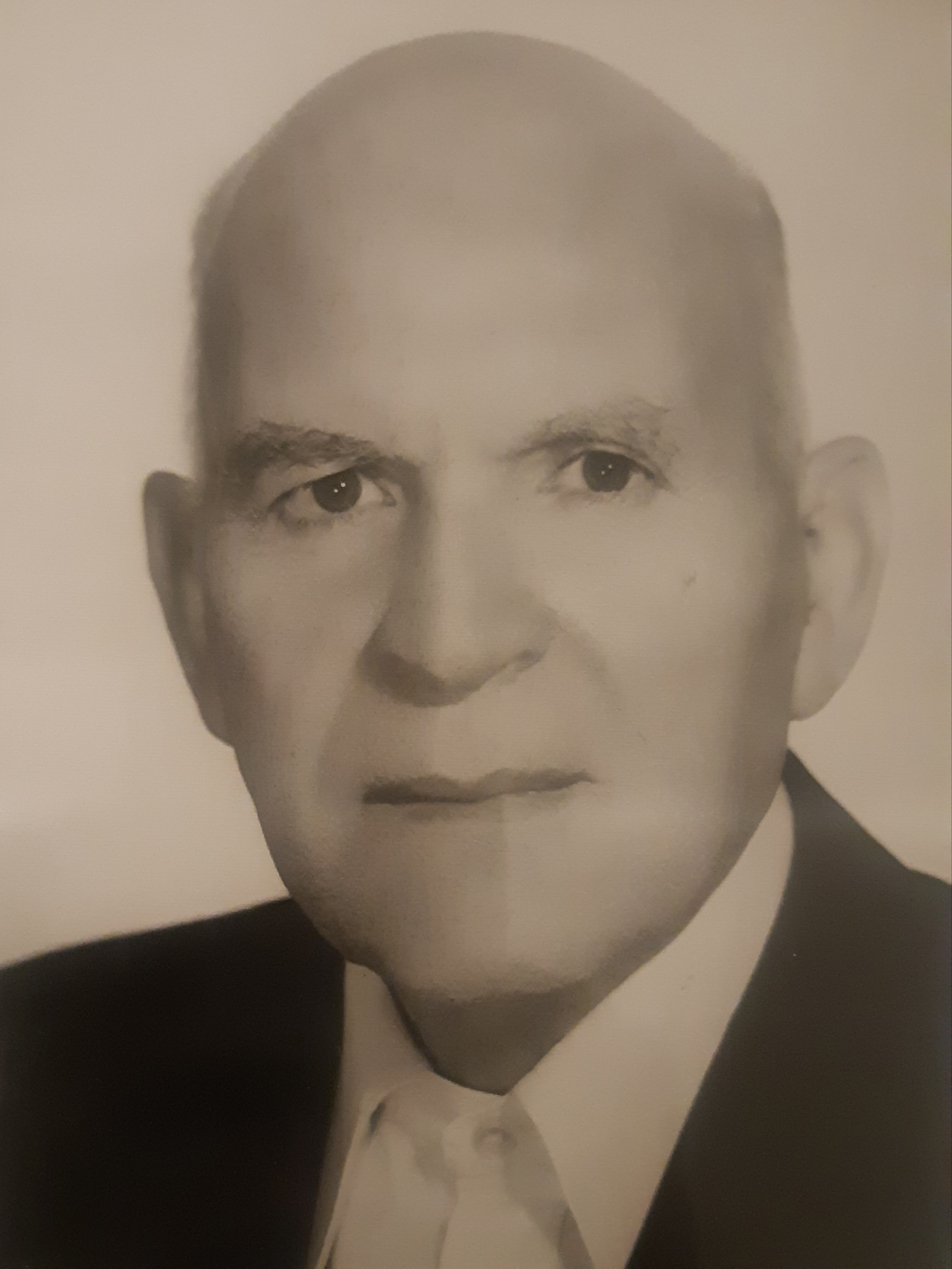
دکتر حسین بحرالعلومی شاپورآبادی

حسین بحرالعلومی شاپورآبادی (۱۲۹۶–۱۳۶۸) پژوهشگر زبان و ادبیات فارسی و استاد برجسته دانشگاه اهل ایران بود. وی سالها در دانشکده ادبیات دانشگاه تهران و دانشگاه تربیت مدرس به تدریس و پژوهش پرداخت و آثار ارزشمندی را به وجود آورد.

## زندگی
وی در فروردین ۱۲۹۶ خورشیدی در شاپورآباد از توابع برخوار اصفهان چشم به جهان گشود. در هفت سالگی خواندن و نوشتن را از پدرش حجت الاسلام مرتضی بحرالعلومی شاپورآبادی آموخت. در چهارده سالگی به اصفهان آمد و در دبیرستان صارمیه و سپس دانشسرای مقدماتی به تحصیل پرداخت. در سال ۱۳۱۸ به تهران آمد و تحصیلات خود را در دانشسرای عالی تهران ادامه داد و نزد احمد بهمنیار، استاد جلال الدین همایی، استاد مهدی بیانی، استاد عباس اقبال آشتیانی، دکتر علی اکبر سیاسی، دکتر محمد معین، استاد علی اصغر حکمت و استاد محمد تقی بهار به کسب دانش پرداخت و در سال ۱۳۲۲ توانست دانشنامه لیسانس خود را دریافت نماید.
وی پس از اخذ دانشنامه لیسانس، ضمن تدریس در دبیرستانهای تهران از جمله دبیرستان البرز، به تحصیل در مقطع دکتری در رشته زبان و ادبیات فارسی در دانشگاه تهران پرداخت. در سال ۱۳۳۹، با دفاع از رساله دکتری با عنوان شرح حال و آثار کمال الدین اسماعیل اصفهانی، فارغ‌التحصیل شد. در سال ۱۳۴۶، از وزارت آموزش و پرورش (وزارت فرهنگ آن زمان) به دانشگاه تهران منتقل و استادیار تمام وقت دانشکده ادبیات شد. پس از طی مرحله دانشیاری، به مرتبه استادی رسید و در کنار اساتیدی چون دکتر محمد خوانساری، دکتر ابراهیم باستانی پاریزی و دکتر حسن سادات ناصری که از همکاران و دوستان وی بودند، سالها به تربیت دانشجویان پرداخت. آخرین سمت او، ضمن تدریس در دانشگاه تهران، مدیریت گروه ادبیات فارسی دانشگاه تربیت مدرس بود که با ارائه طرح و برنامه‌ریزی‌های آموزشی، در جهت تقویت و سازماندهی گروه ادبیات این دانشگاه، گامی مهم برداشت.

## آثار
در کنار تدریس، مهمترین اثر وی همانا تصحیح دیوان خلاق المعانی کمال الدین اسماعیل اصفهانی بود که برای نخستین بار توسط ایشان انجام شد و در سال ۱۳۴۸ به چاپ رسید و به عنوان منبعی برای بسیاری از پژوهش‌های بعدی پیرامون این شاعر بزرگ مورد استفاده قرار گرفت.
- تصحیح دیوان خلاق المعانی کمال الدین اسماعیل اصفهانی. انتشارات دهخدا. ۱۳۴۸
- کتاب کارنامه انجمن آثار ملی از ۱۳۰۱ تا ۱۳۵۵ هجری خورشیدی. سلسله انتشارات انجمن آثار ملی. ۱۳۵۵
- نمونه‌های نظم و نثر فارسی. انتشارات دانشگاه تهران. حسین بحرالعلومی. علی اکبر فرزام. سید محمد دبیرسیاقی. ۱۳۵۶
- نامه نامی. دانشگده ادبیات و علوم انسانی دانشگاه تهران. سال بیست و چهارم. شماره ۳ و ۴ (پیاپی ۹۹ و ۱۰۰). ۱۳۵۸
- قرائت فارسی و دستور زبان برای سال دوم دبیرستان به کوشش بدیع الزمان فروزانفر. حمید زرین کوب. حسین بحرالعلومی. گلشن ابراهیمی. منوچهر آدمیت
- آثار شیخیه. یغما. شماره ۹ (پیاپی ۳۵۱). سال سی ام. آذر ۱۳۵۶
- آثار شیخیه. یغما. شماره ۱۰ (پیاپی ۳۵۲). سال سی ام. آذر ۱۳۵۶
- ایرانشناسی که به ایران عشق می‌ورزید و برزگترین آرزویش این بود که در ایران به خاک سپرده شود (به مناسبت درگذشت دکتر فیلیس اکرمن پوپ). دانشکده ادبیات و علوم انسانی دانشگاه تهران. سال بیست و چهارم شماره ۱ و ۲ (پیاپی ۹۷ و ۹۸). بهار و تابستان ۱۳۵۶
- صادق نامی و وامق و عذرای او. دانشکده ادبیات و علوم انسانی دانشگاه تهران سال بیست و یکم شماره ۱ (پیاپی ۸۵). ۱۳۵۳
- لذت از نظر حکیم و عارف. ارمغان. دوره چهل و سوم. شماره ۲. اردیبهشت ۱۳۵۳
- چند نکته دربارهٔ مقاله رواج بازار شعر و شاعری نوشته جمالزاده. دانشکده ادبیات و علوم انسانی دانشگاه تهران. سال نوزدهم. شماره ۳و۴ (پیاپی ۷۹ و ۸۰). ۱۳۵۱
- شرح غزلی از حافظ. یغما سال بیست و چهارم. شماره ۴ (پیاپی ۲۷۴). تیر ۱۳۵۰· شرح غزلی از حافظ. یغما سال بیست و چهارم. شماره ۵ (پیاپی ۲۷۵). مرداد ۱۳۵۰
- شرح غزلی از حافظ. یغما سال بیست و سوم. شماره ۱۰ (پیاپی ۲۶۸). دی ۱۳۴۹
- شرح غزلی از حافظ. یغما سال بیست و سوم. شماره ۱۱ (پیاپی ۲۶۹). بهمن ۱۳۴۹
- شرح غزلی از حافظ. یغما سال بیست و سوم. شماره ۹ (پیاپی ۲۶۷). آذر ۱۳۴۹
- شرح غزلی از حافظ. یغما سال بیست و سوم. شماره ۶ (پیاپی ۳۶۴). شهریور ۱۳۴۹
- شرح غزلیاتی از حافظ. انتشارات الزهرا. ۱۳۷۰
- نامه ای از شهاب الدین سهروردی به کمال الدین اسماعیل اصفهانی. دانشکده ادبیات و علوم انسانی دانشگاه تهران. سال چهارم. شماره ۲ (پیاپی ۵۴). آذر ۱۳۴۵
- لهجه‌های محلی ایران. (دیالکتیک) کمشچه. پشوتن. شماره ۸. آبان ۱۳۲۷